# Andrés Soto
Pour les articles homonymes, voir Soto.
Soto  Delgado est un nom espagnol. Le premier nom de famille, en général paternel, est Soto ; le second, en général maternel, souvent omis, est Delgado.
Andrés Daniel Soto Delgado, né le 9 septembre 1992 à Machiques, est un coureur cycliste vénézuélien.

## Palmarès
- 2014
  - 2e étape du Tour du Trujillo
- 2015
  - 10e étape du Tour du Venezuela

## Classements mondiaux
| Année            | 2015 | 2016 | 2017 |
| ---------------- | ---- | ---- | ---- |
| UCI America Tour | 315e |      | 391e |